# 이성수 (1978년)
이성수(1978년 3월 8일 ~ )은 전 KBO 리그 야구 선수의 투수이다.

## 출신학교
- 1994년 ~ 1997년 : 서울고등학교
- 1997년 ~ 2001년 : 홍익대학교 (1997학번)